# Textfiles.com
Textfiles.com és un lloc web dedicat a preservar els documents digitals que contenen la història del sistema de taulers d'anuncis (BBS) del món i diverses subcultures, proporcionant així "un cop d'ull a la història d'escriptors i artistes vinculats pels 128 caràcters que l'American Standard Code for Information Interchange (ASCII) els va permetre". El lloc categoritza i emmagatzema milers d'fitxers de text, principalment dels anys vuitanta, però també conté alguns arxius antics i alguns que van ser creats els anys noranta. Es presenta una àmplia gamma de temes, incloent-hi anarquia, art, carding, computadores, drogues, publicacions electròniques, maçoneria, jocs de computadora, hacking, phreaking, política, pirateria informàtica, sexe i OVNIS. El lloc va ser creat i està dirigida per Jason Scott.
El lloc es va posar en línia el 1998, i el 2005 havia recollit 58.227 arxius. El 2017 el lloc tenia una mitjana de 350.000 a 450.000 visitants únics al mes. La majoria dels projectes textfiles.com tenen una perspectiva "complecionista" i intenten reunir la màxima informació possible dins de l'abast decidit.
El lloc també allotja una sèrie de subprojectes amb els seus propis noms d’amfitrió. artscene.textfiles.com té un dipòsit d'art informàtic que inclou intros de crack, art ANSI i ASCII i altres documents relacionats; audio.textfiles.com té un arxiu de fitxers d'àudio, incloses trucades de broma, conferències telefòniques enregistrades amb propietaris de BBS i programes de ràdio de pirates informàtics; cd.textfiles.com conté un arxiu de discos shareware dels anys 90; web.textfiles.com conté fitxers creats després que la World Wide Web entrés en ús generalitzat, aproximadament l'any 1995; bbslist.textfiles.com pretén ser una llista completa de tots els BBS històrics; timeline.textfiles.com està pensat per enumerar tots els esdeveniments importants de la història de les BBS.